# Bateria Dietl
Bateria Dietl – jedna z trzech najpotężniejszych niemieckich baterii artylerii nadbrzeżnej zbudowana na wyspie Engeløya w północnej Norwegii. Uzbrojona była w trzy działa kalibru 406 mm typu C/34. Pozostałe baterie uzbrojone w takie działa to bateria Theo w Trondenes (Norwegia) i bateria Lindemann koło Sangatte (Francja).
Działa baterii Dietl miały osłaniać swoim ogniem wejście do fiordu Vestfjord, głównej drogi prowadzącej z zachodu do Narwiku – portu, który miał dla Niemców strategiczne znaczenie (to samo zadanie od północy miała bateria Theo). Budowę baterii rozpoczęto w 1942 roku, a gotowość operacyjną osiągnęła w sierpniu 1943 r. Prace budowlane trwały jednak do końca wojny.
Po wojnie działa zostały zdemontowane i sprzedane na złom. W jednym ze schronów dawnej baterii działa obecnie muzeum.